# Mapania effusa
Mapania effusa là loài thực vật có hoa trong họ Cói. Loài này được (C.B.Clarke) T.Koyama mô tả khoa học đầu tiên năm 1961.